# Kanton Grands Lacs
Het kanton Grands Lacs is een kanton van het Franse departement Landes. Het kanton omvat een deel van het arrondissement Mont-de-Marsan
Het werd opgericht bij decreet van 18.2.2014 en is effectief sinds de departementale verkiezingen op 22.3.2015. Het omvat alle gemeenten van de afgeschafte kantons Pissos, Parentis-en-Born en een gemeente van het kanton Sabres. Het kanton is 1070 km² groot en telt (2013) 31647 inwoners.

## Gemeenten
Het kanton Grands Lacs omvat de volgende gemeenten:
- Belhade
- Biscarrosse
- Gastes
- Liposthey
- Lüe
- Mano
- Moustey
- Parentis-en-Born (hoofdplaats)
- Pissos
- Sainte-Eulalie-en-Born
- Sanguinet
- Saugnacq-et-Muret
- Ychoux